# Dave Silk (ijshockeyer)
David Mark (Dave) Silk (Scituate, 1 januari 1958) is een Amerikaans ijshockeyer. 
Tijdens de Olympische Winterspelen 1980 in eigen land won Silk samen met zijn ploeggenoten de gouden medaille. 
In 1980 tekende Silk voor de NHL-club New York Rangers. In 1986 ging Silk spelen in Duitsland waar hij vier seizoenen speelde